# 일동홀딩스
일동홀딩스는 대한민국의 지주회사다. <극동제약>이라는 상호로 1941년에 설립되었다. 1942년에 <일동제약>으로 상호를 변경하였다. 2016년에 <일동홀딩스>로 상호를 변경하였다.